# Наутсијоки
Наутсијоки (рус. Наутсийоки; фин. Nautsijoki) кроз северни део Мурманске области, односно преко њеног Печеншког рејона, на крајњем северозападу европског дела Руске Федерације.
Свој ток започиње као отока језера Ала-Наутсијарви, тече углавном у смеру севера и након 32 km тока улива се у језеро Гренсеватн кроз које протиче река Патсојоки (преко које је повезано са басеном Баренцовог мора). Површина њеног сливног подручја је 539 km². Карактерише је нивални режим храњења, у кориту се налазе бројни брзаци, а њене обале су углавном обрасле шумама.